# Еловский (Удмуртия)
Еловский — упразднённый в 1979 году починок в Ярском районе Удмуртской АССР Российской Федерации. Входил на год упразднения в состав Юрского сельсовета. Ныне территория посёлка Юр муниципального образования Уканское сельское поселение Удмуртской Республики.

## География
Располагается на реке Юрка в 16 км юго-западнее Яра.

## История
Основан первопоселенцем из деревни (или села) Елово. В 1979 году деревня Юр, административный центр Юрского сельсовета, была объединёна с починком в посёлок Юр.

## Население
Население к 1980 году составляло 170 человек, а вместе с Юром насчитывалось 340 жителей.

## Инфраструктура
Личное подсобное хозяйство с зоной сельскохозяйственного использования, индивидуальная застройка усадебного типа.

## Транспорт
Починок Еловский был доступен автотранспортом.